# Auf hoher See (Lied)
Auf hoher See ist ein deutschsprachiger Schlager, der 1966 von Freddy Quinn auf dessen Album Von Kontinent zu Kontinent veröffentlicht wurde.

## Entstehung
Musik und Text sind laut der Gesellschaft für musikalische Aufführungs- und mechanische Vervielfältigungsrechte gemeinfrei; als Bearbeiter ist Lotar Olias eingetragen.

## Veröffentlichung
Auf hoher See wurde auf dem elften Studioalbum Freddy Quinns, das unter dem Namen Von Kontinent zu Kontinent herausgegeben wurde, veröffentlicht. Das Album erschien in den Musiklabels Polydor und Stern Musik, jeweils unter der Nummer 249 001. Die Herstellung erfolgte durch die Deutsche Grammophon GmbH und der Druck durch die Gerhard Kaiser GmbH. Die Veröffentlichung geschah unter der Rechtegesellschaft Gesellschaft für musikalische Aufführungs- und mechanische Vervielfältigungsrechte. Lotar Olias war Arrangeur des Liedes.
Das Lied ist nicht mit den Freddy-Quinn-Alben Auf hoher See (1961) und Freddy auf hoher See, Folge 2 (1969) zu verwechseln, auch ist das Lied nicht auf diesen Alben.